# كولين موريكاوا
كولين موريكاوا هو لاعب غولف أمريكي ولد في 6 فبراير 1997.

## وصلات خارجية
- كولين موريكاوا على موقع رابطة لاعبي الغولف المحترفين (الإنجليزية)
- كولين موريكاوا على موقع رابطة أوروبا للاعبي الغولف المحترفين (الإنجليزية)
- كولين موريكاوا على موقع التصنيف العالمي الرسمي للغولف (الإنجليزية)
- كولين موريكاوا على موقع اللجنة الأولمبية الدولية (الإنجليزية)
- كولين موريكاوا على موقع أوليمبيديا (الإنجليزية)
- كولين موريكاوا على موقع اللجنة الأولمبية والبارالمبية الأمريكية (الإنجليزية)